# Rienzi Melville Johnston

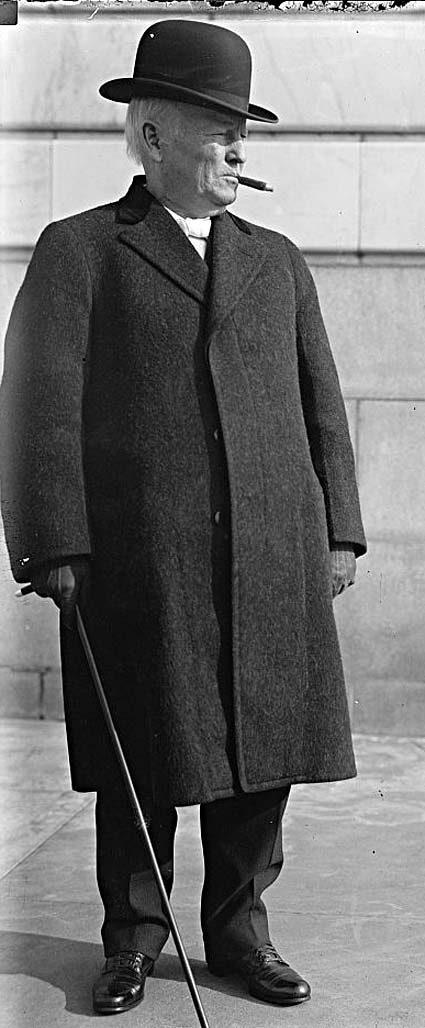
Rienzi Melville Johnston (1913)

Rienzi Melville Johnston (* 9. September 1849 in Sandersville, Washington County, Georgia; † 28. Februar 1926 in Houston, Texas) war ein US-amerikanischer Journalist und Politiker (Demokratische Partei), der den Bundesstaat Texas für kurze Zeit im US-Senat vertrat.

## Leben
Nach dem Besuch der öffentlichen Schulen begann er schon als Junge in einer Druckerei zu arbeiten. Während des Sezessionskrieges schloss er sich der Konföderiertenarmee als Trommler an. Nach Ende seiner Militärzeit wandte er sich dem Zeitungsgeschäft zu und wurde Redakteur der in Savannah erscheinenden Morning News.
1878 zog Johnston nach Texas und arbeitete dort für verschiedene Zeitungen wie den Crockett Patron, den Corsicana Observer, den Independent und den Austin Statesman. Schließlich stellte ihn die Houston Post als politischen Korrespondenten für die Staatshauptstadt Austin ein. Ab 1885 war er Chefredakteur des Blattes; später wurde er auch Präsident der Houston Printing Company. Seine Leitartikel machten ihn über die Grenzen von Texas hinaus bekannt, was ihm letztlich den Posten des Vizepräsidenten bei der Associated Press einbrachte.

## Politik
1900 wurde Rienzi Johnston in das Democratic National Committee gewählt, dem er bis 1912 angehörte. Am 4. Januar 1913 ernannte ihn der texanische Gouverneur Oscar Branch Colquitt dann zum US-Senator; er trat in Washington, D.C. die Nachfolge des zurückgetretenen Joseph Weldon Bailey an. Seine Amtszeit endete aber bereits am 29. Januar desselben Jahres, nachdem mit Morris Sheppard ein neuer Senator gewählt worden war; Johnston trat bei der Nachwahl nicht an.
In der Folge war er wieder im Zeitungsgewerbe in Houston tätig, kehrte aber noch einmal als Staatssenator in die Politik zurück. Johnston verblieb von 1917 bis 1920 in der Texas Legislature, ehe er sein Amt niederlegte, um der Ernennung zum Mitglied der staatlichen Gefängniskommission durch Gouverneur William P. Hobby zu folgen.
Rienzi Johnston verstarb 1926 in Houston. Sein Cousin Benjamin E. Russell war ebenfalls Politiker und saß von 1893 bis 1897 für Georgia im US-Repräsentantenhaus.